# Kirchenregion Toskana

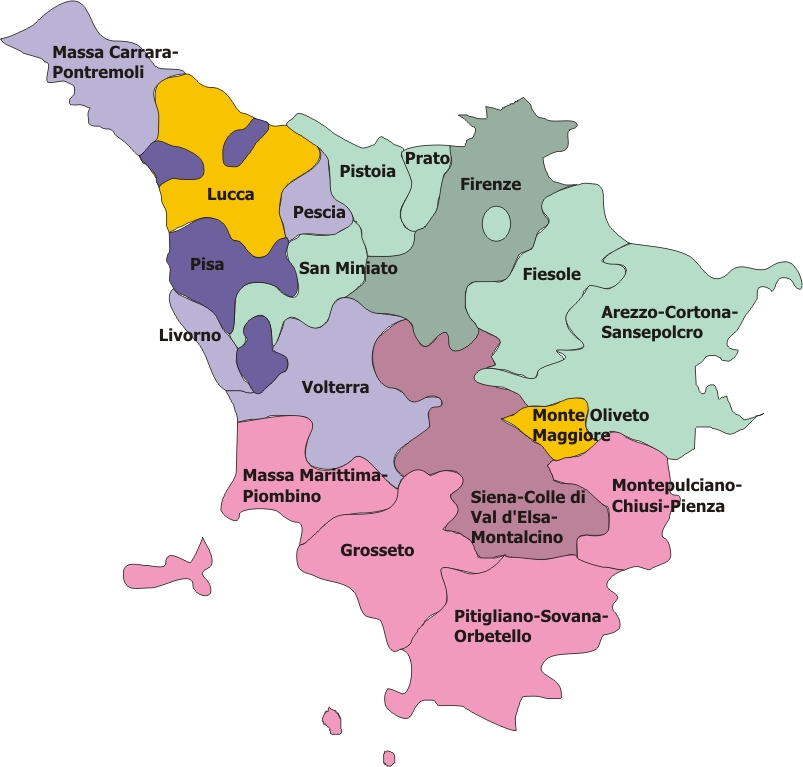
Karte der Kirchenregion

Die Kirchenregion Toskana (ital. Regione ecclesiastica Toscana)  ist eine der 16 Kirchenregionen der römisch-katholischen Kirche in Italien. Sie umfasst 3 Kirchenprovinzen mit 17 Diözesen und einer Territorialabtei.
Territorial entspricht die Kirchenregion Toskana der italienischen Region Toskana. 
Die Teilkirchen der Kirchenregion Toskana sind:

## Kirchenprovinz Florenz
- Erzbistum Florenz

1. Bistum Arezzo-Cortona-Sansepolcro
2. Bistum Fiesole
3. Bistum Pistoia
4. Bistum Prato
5. Bistum San Miniato

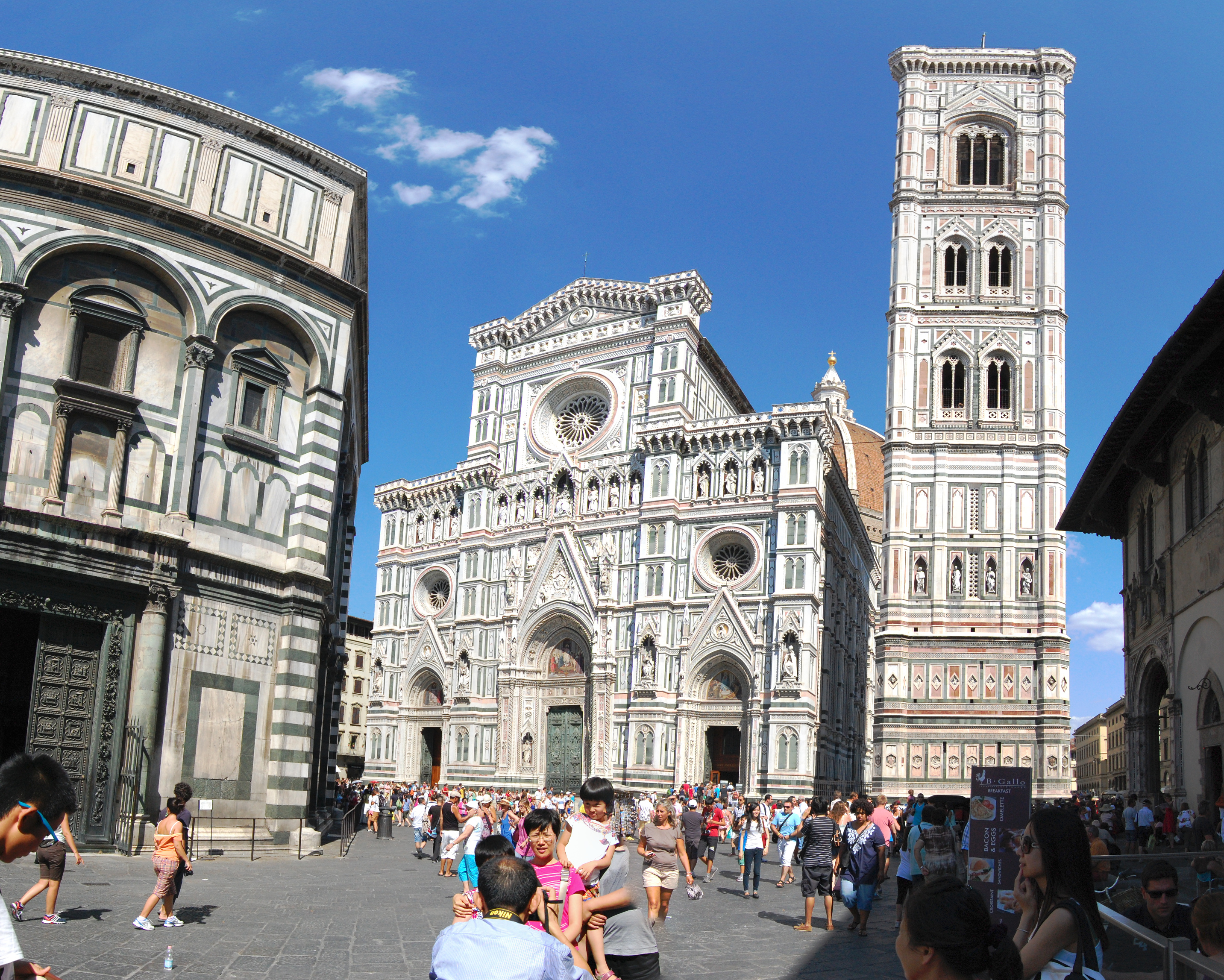
Der Dom in Florenz,
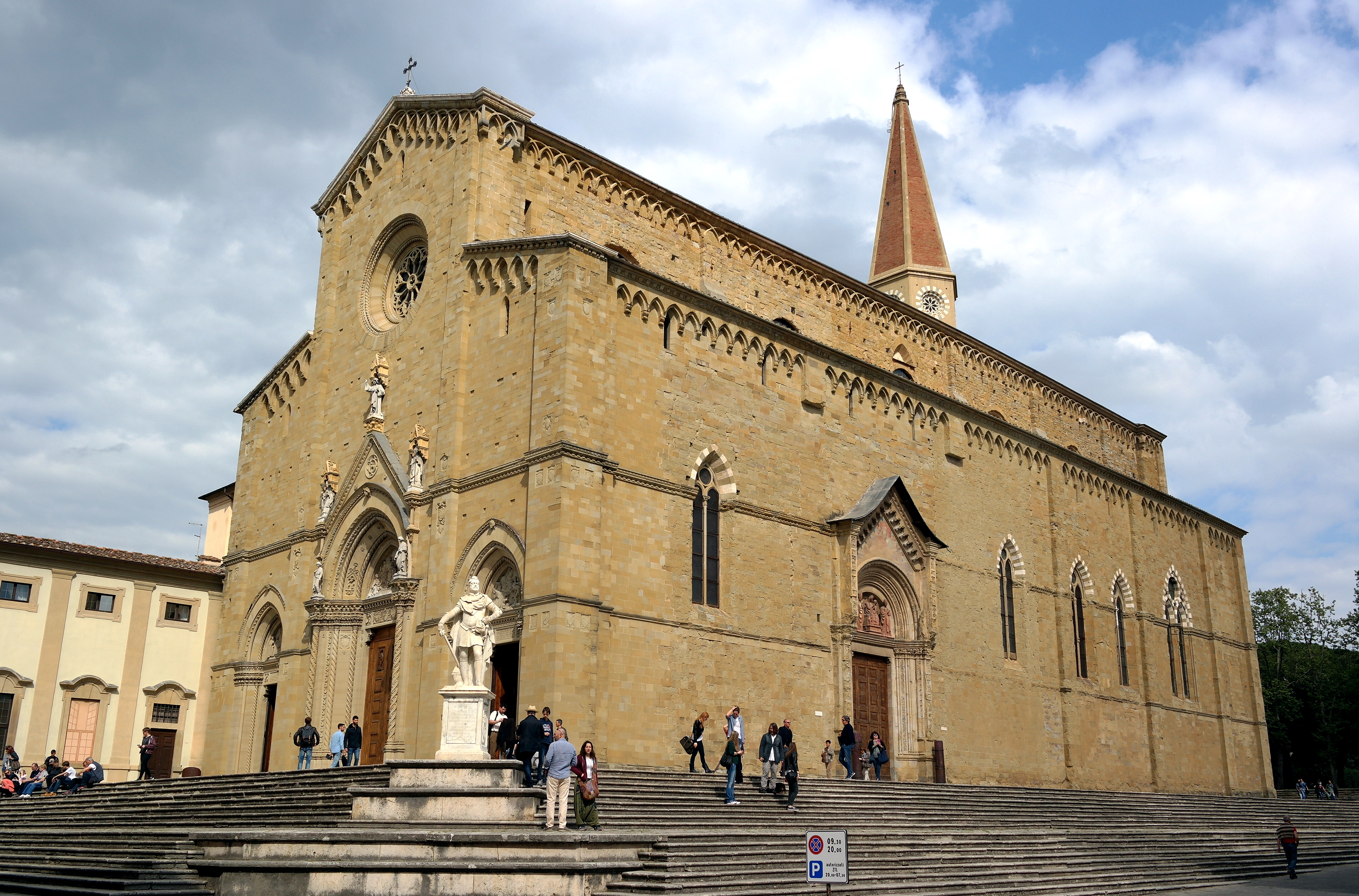
... Arezzo,
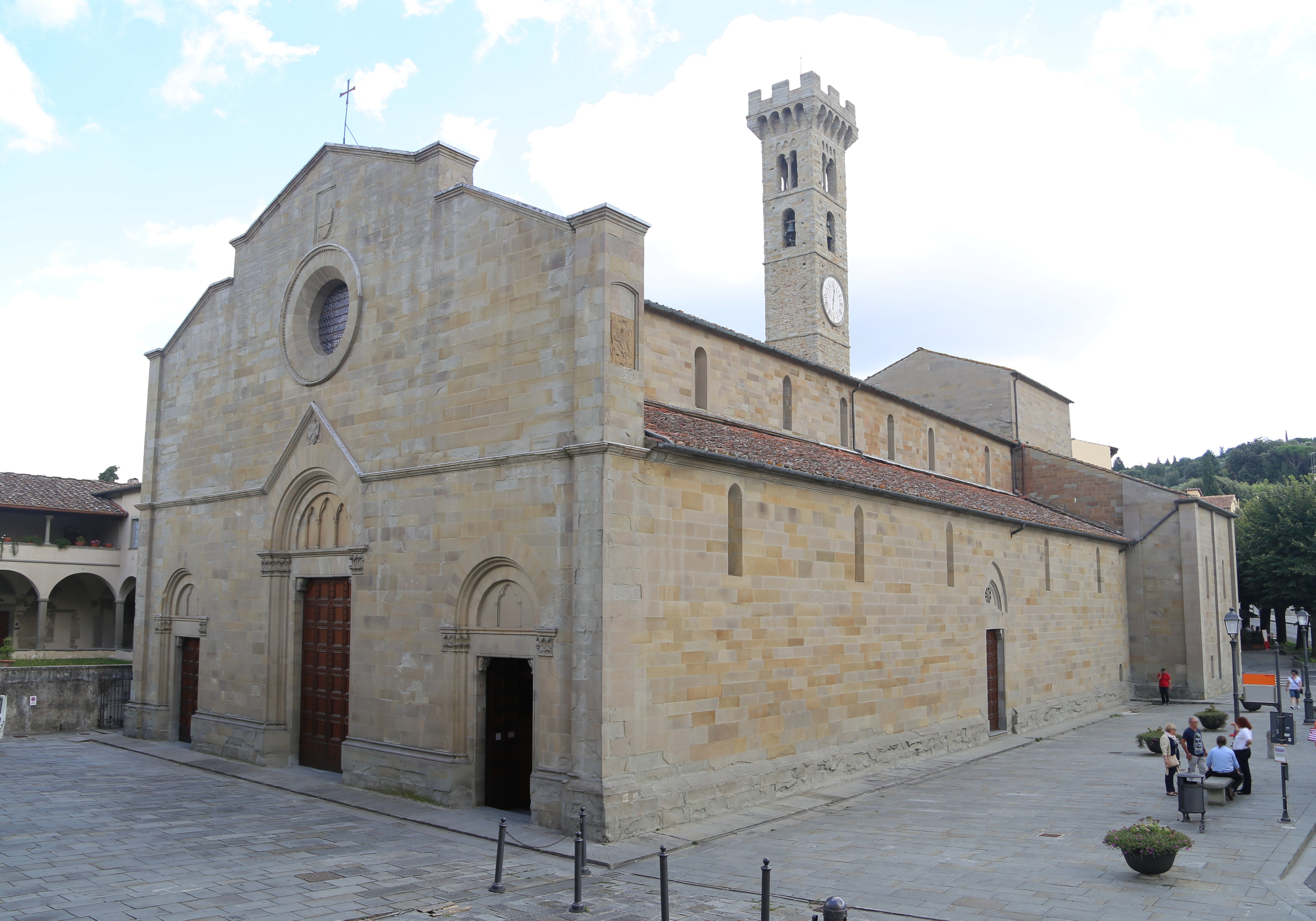
... Fiesole,
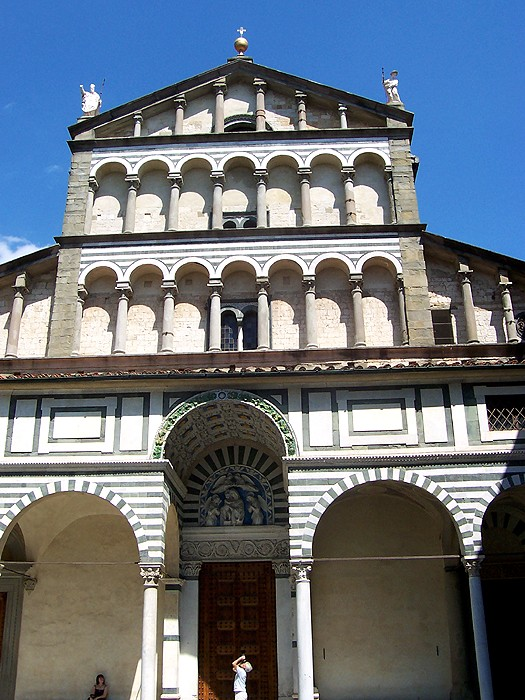
... Pistoia,
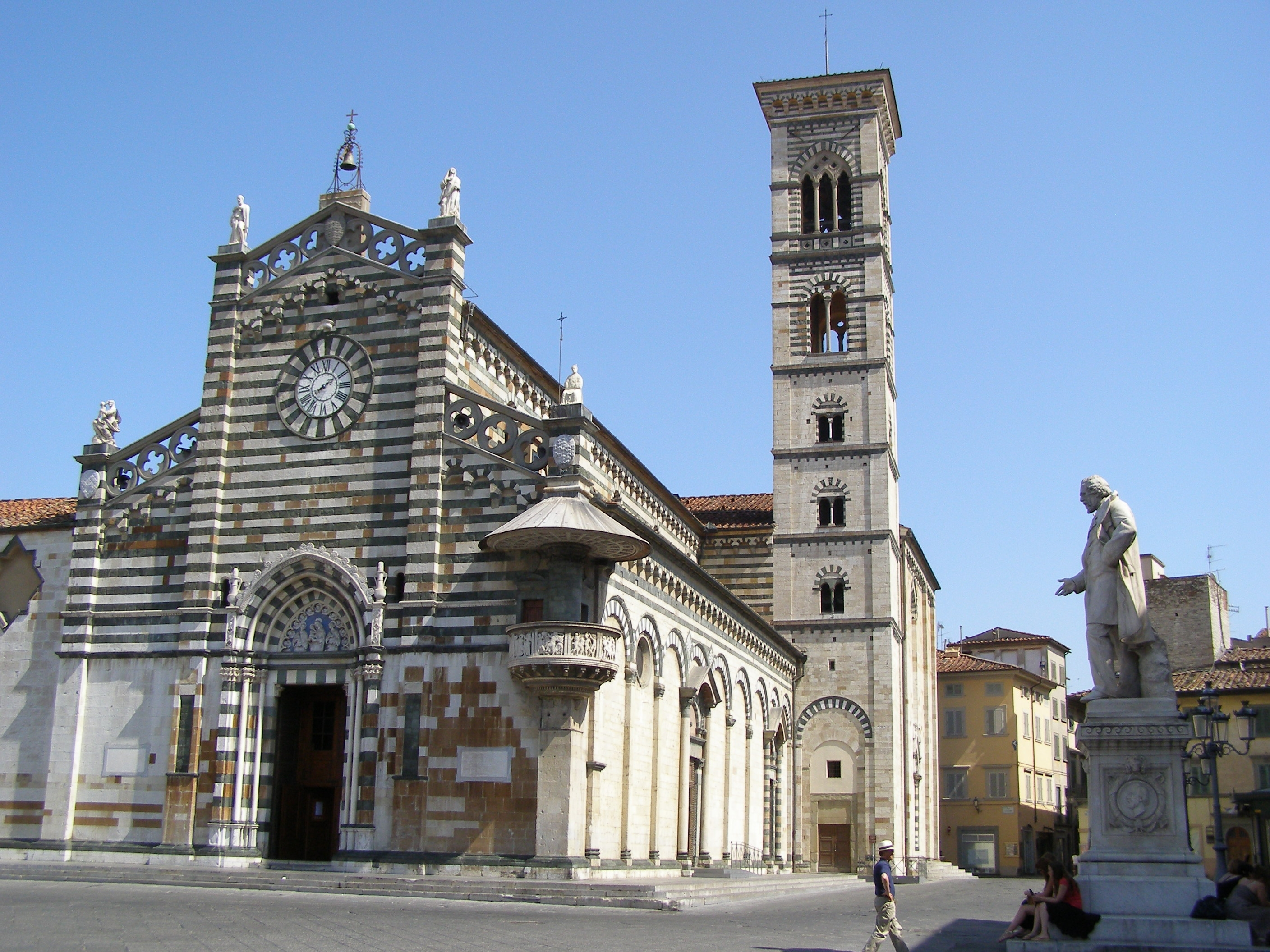
... Prato
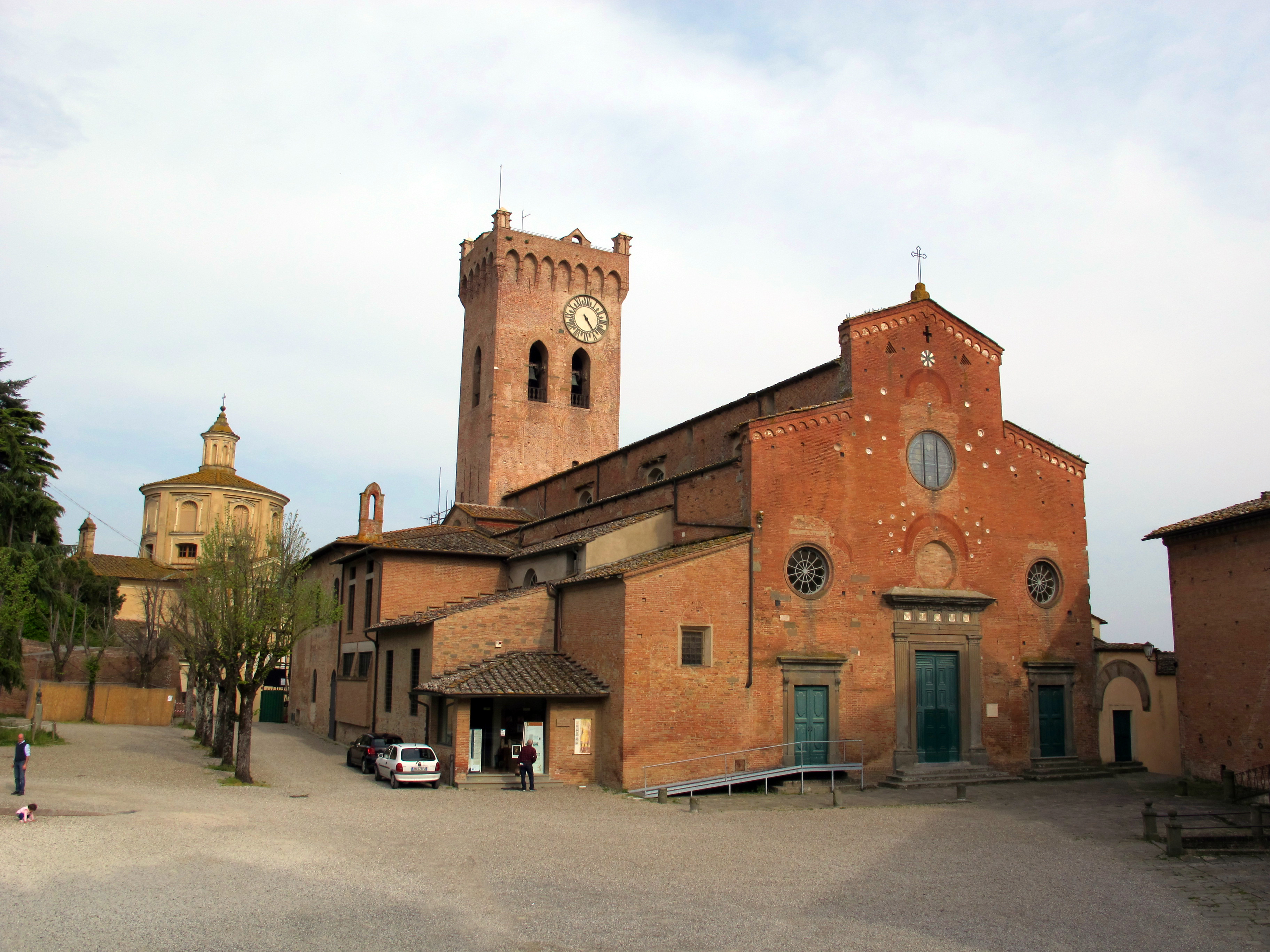
... und San Miniato.

## Kirchenprovinz Pisa
- Erzbistum Pisa

1. Bistum Livorno
2. Bistum Massa Carrara-Pontremoli
3. Bistum Pescia
4. Bistum Volterra

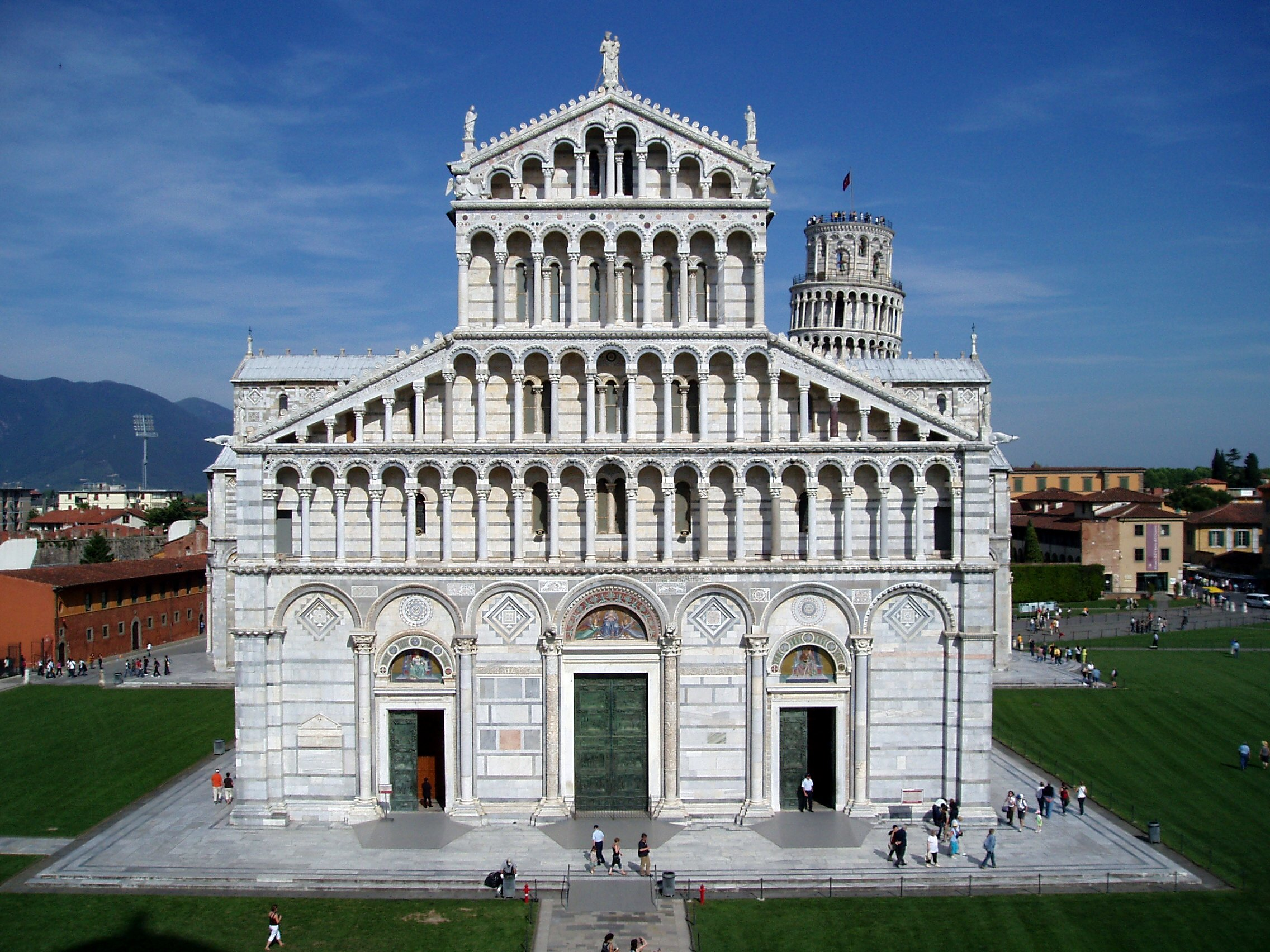
Der Dom in Pisa,
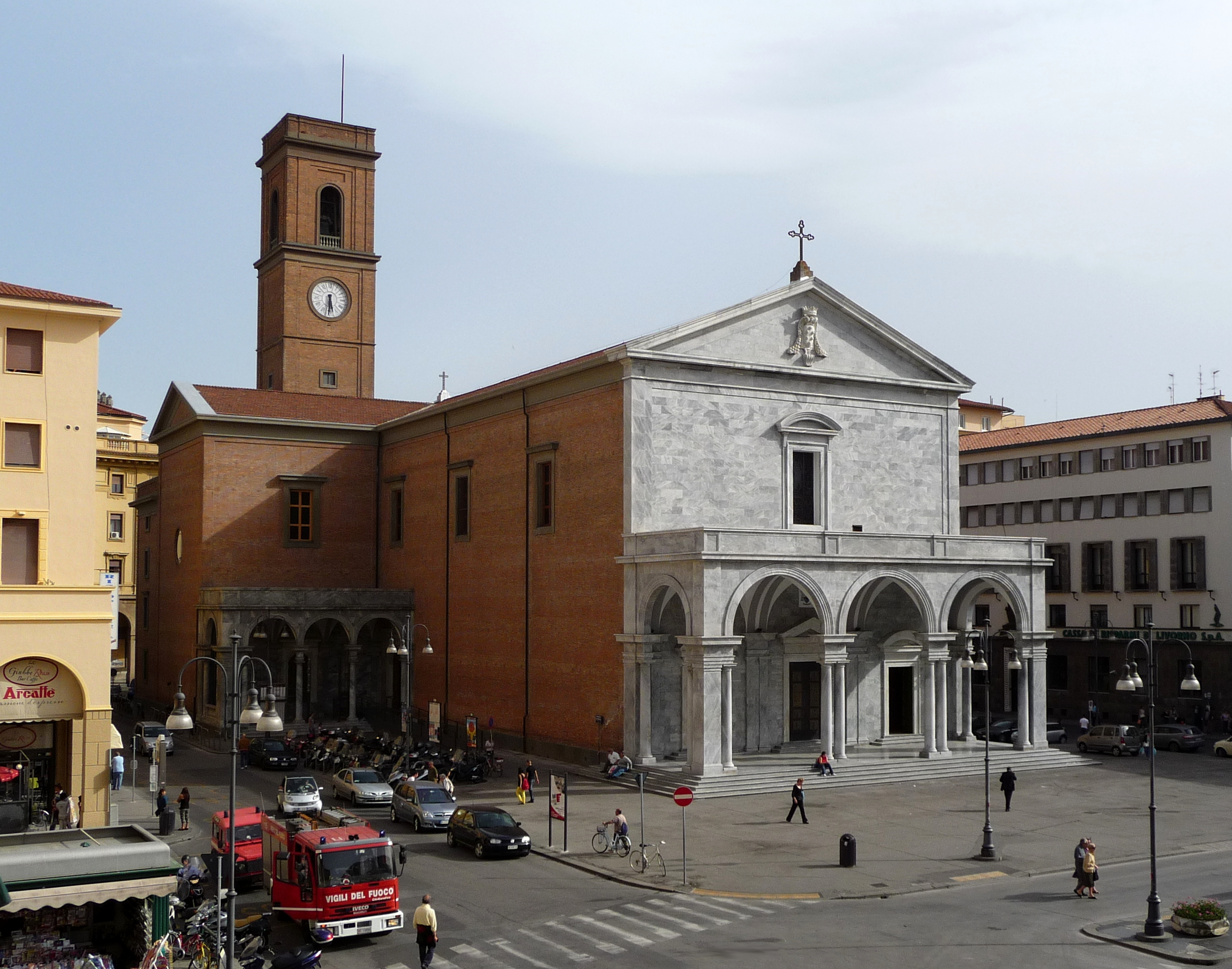
... Livorno,
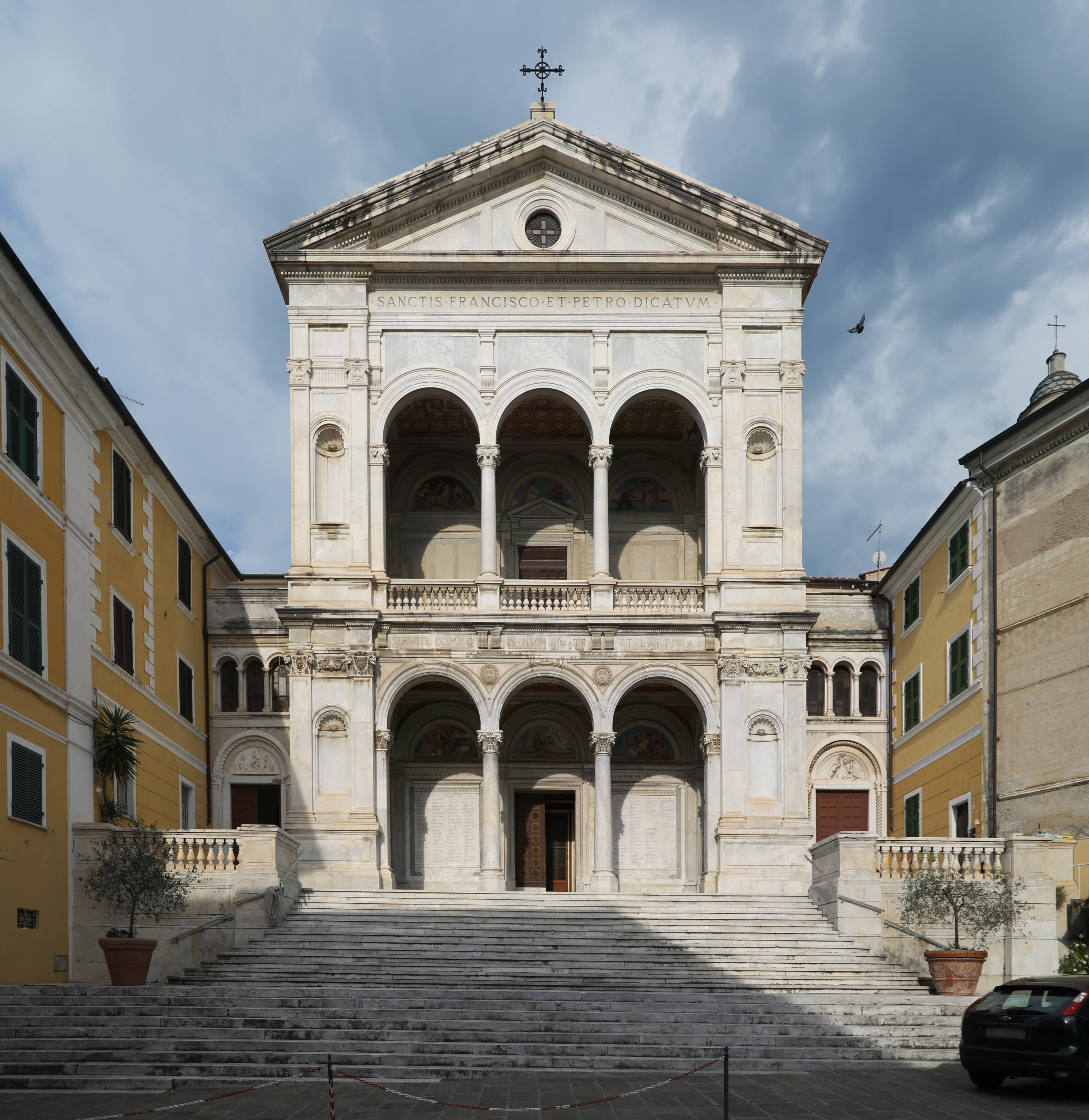
... Massa,
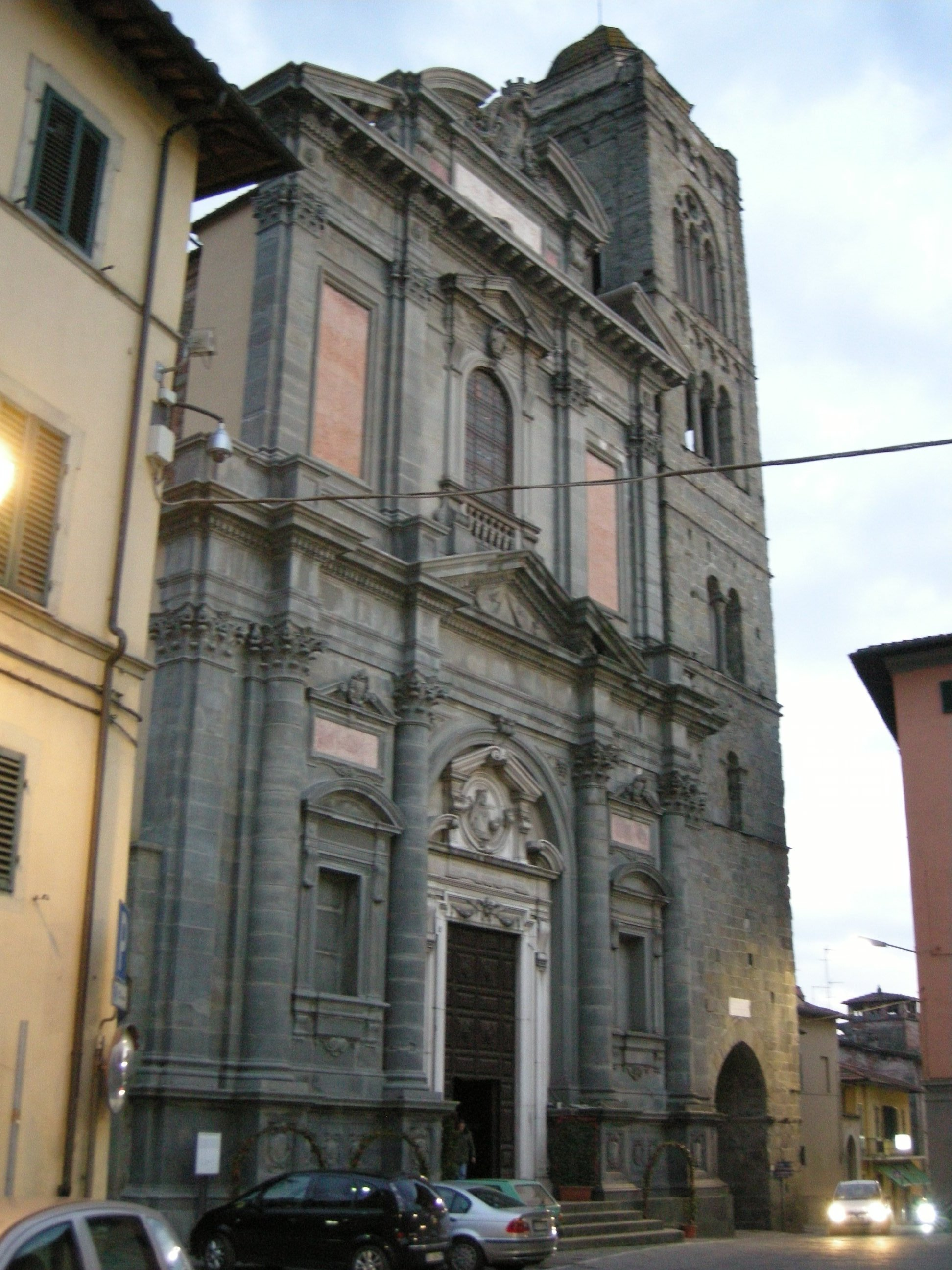
... Pescia
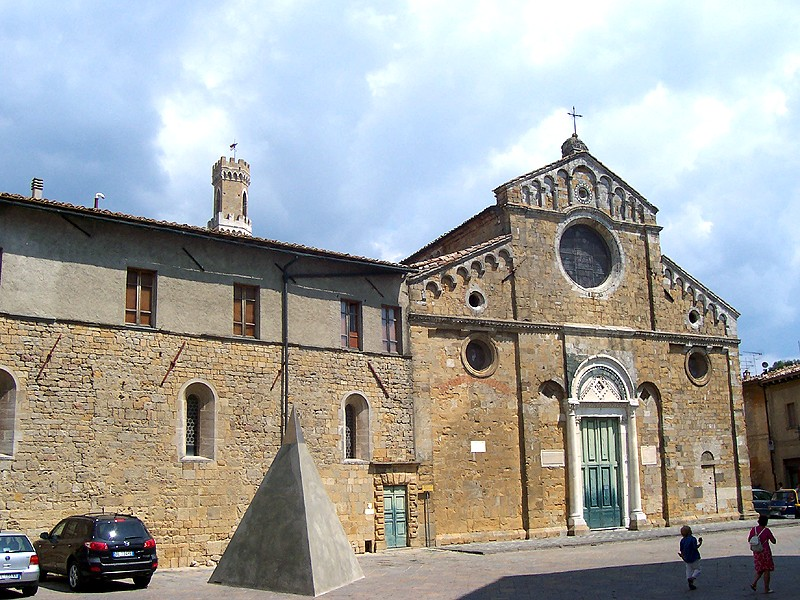
... und Volterra.

## Kirchenprovinz Siena-Colle di Val d’Elsa-Montalcino
- Erzbistum Siena-Colle di Val d’Elsa-Montalcino

1. Bistum Grosseto
2. Bistum Massa Marittima-Piombino
3. Bistum Montepulciano-Chiusi-Pienza
4. Bistum Pitigliano-Sovana-Orbetello

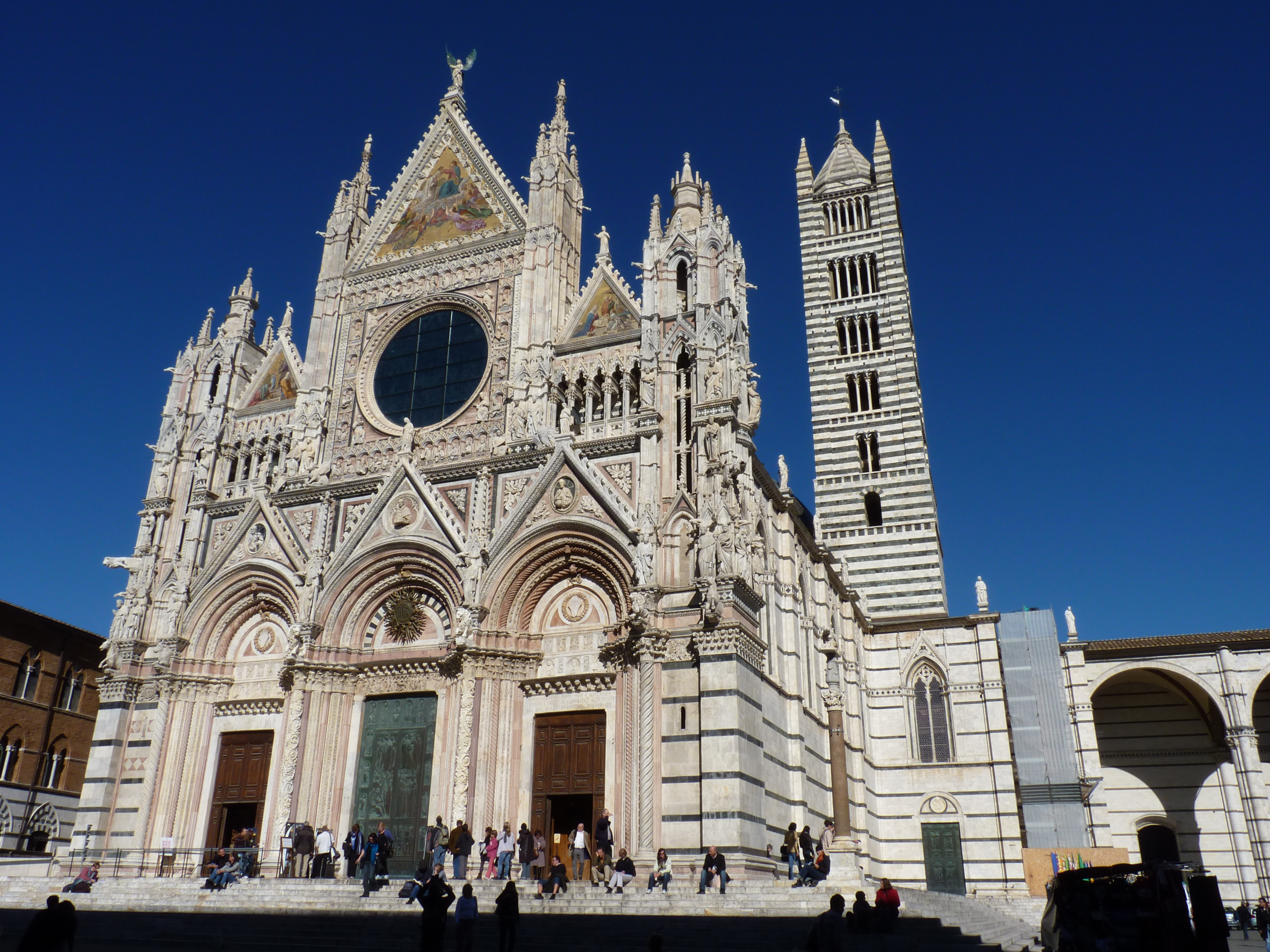
Der Dom in Siena,
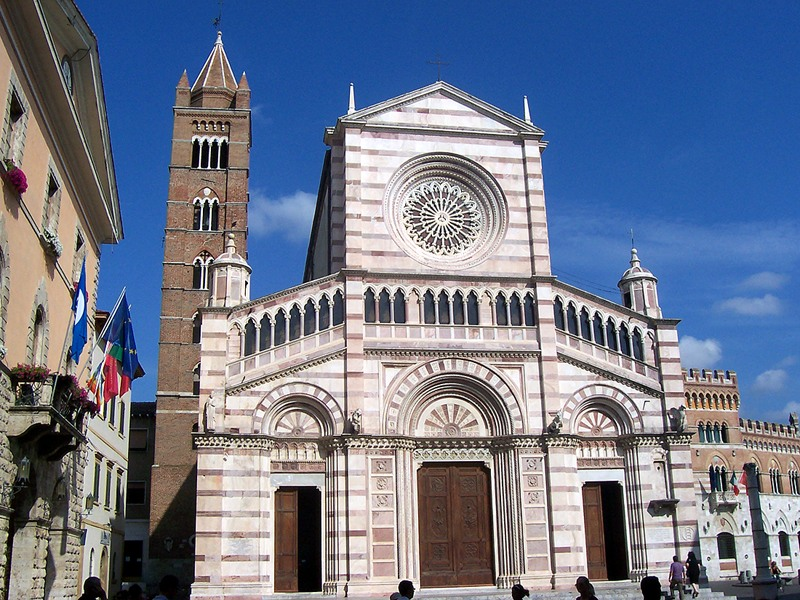
... Grosseto,
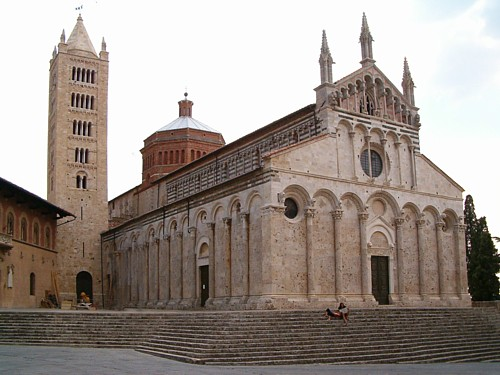
... Massa Marittima,
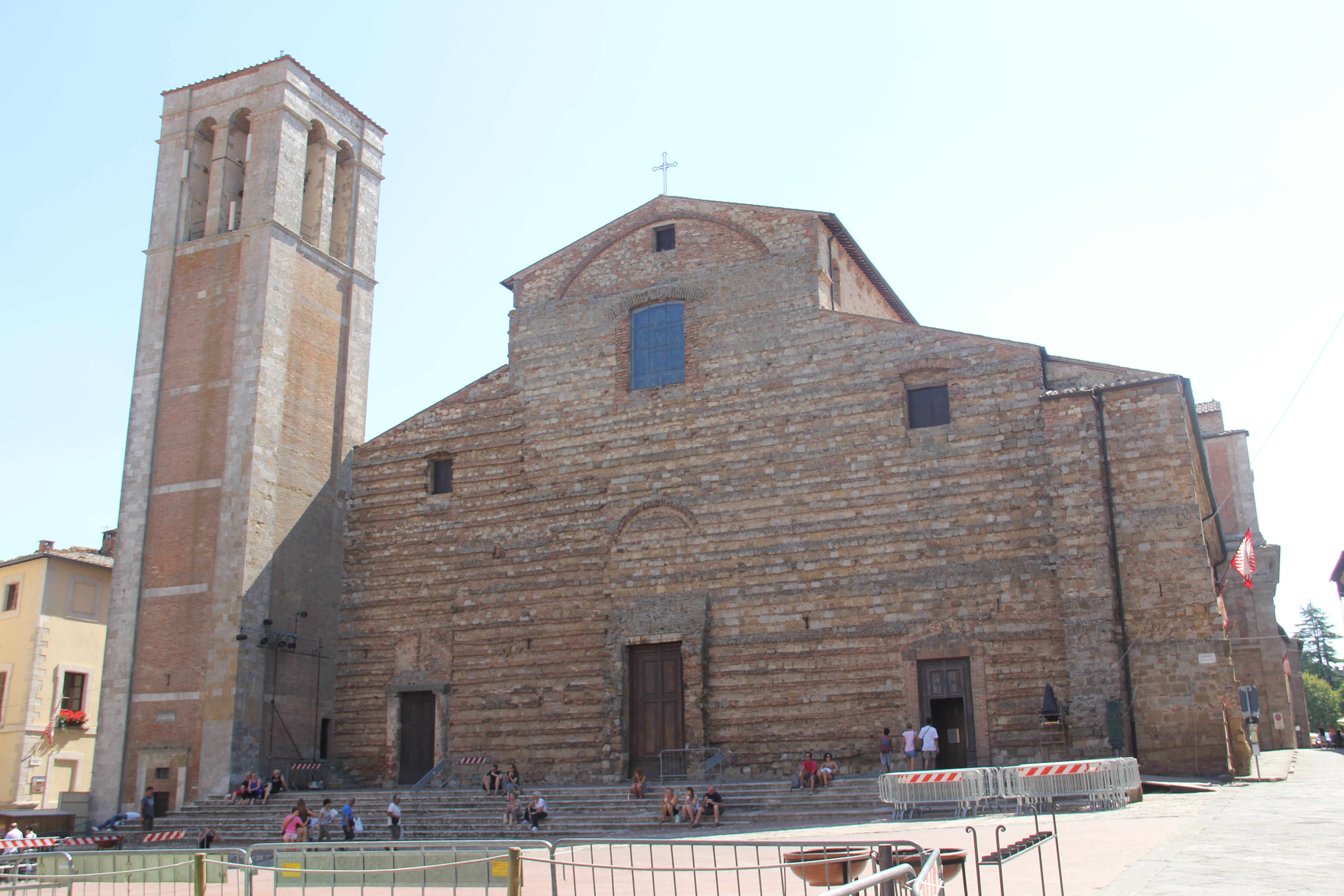
... Montepulciano
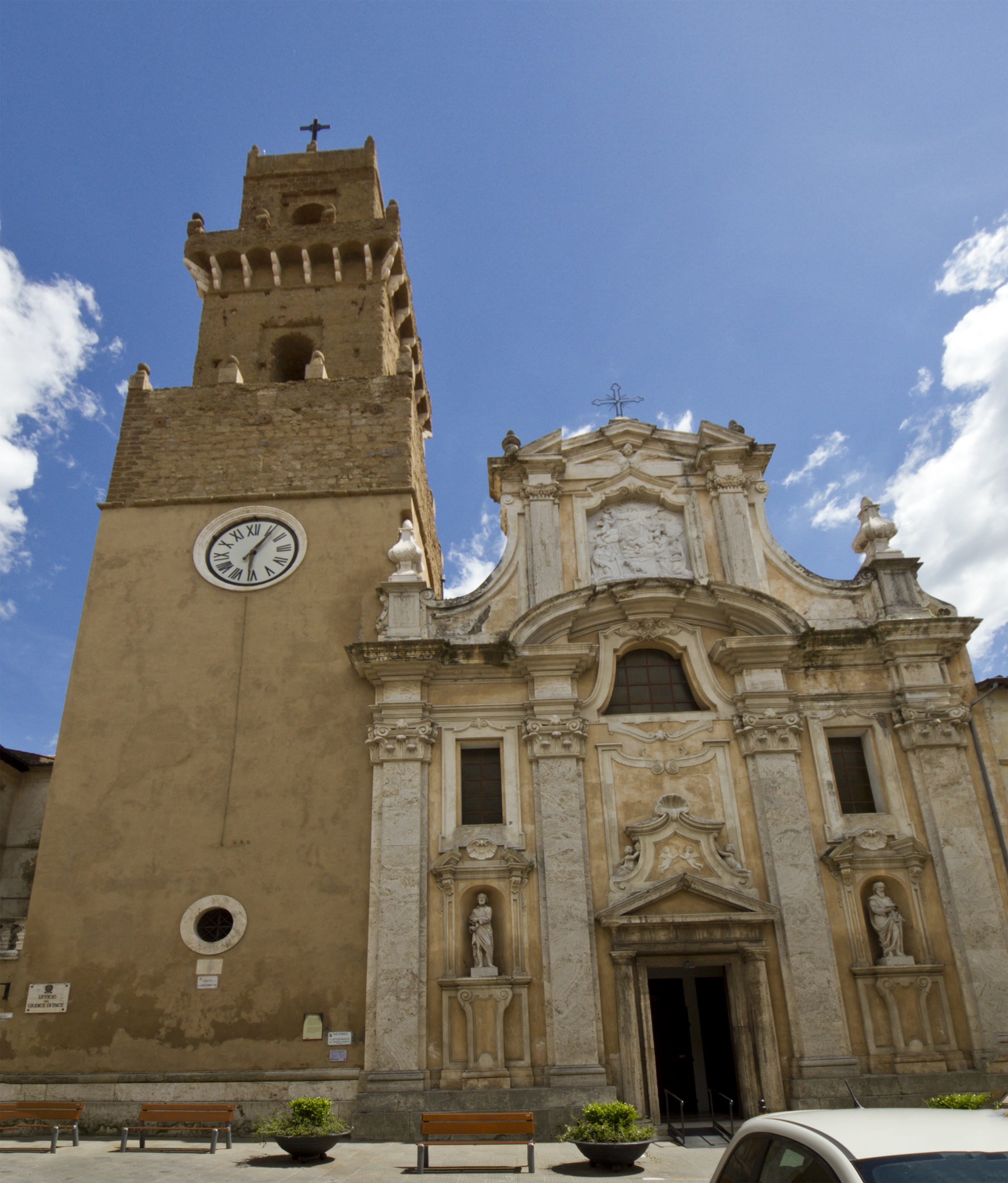
... und Pitigliano.

## Immediate Teilkirchen
1. Erzbistum Lucca
2. Territorialabtei Monte Oliveto Maggiore

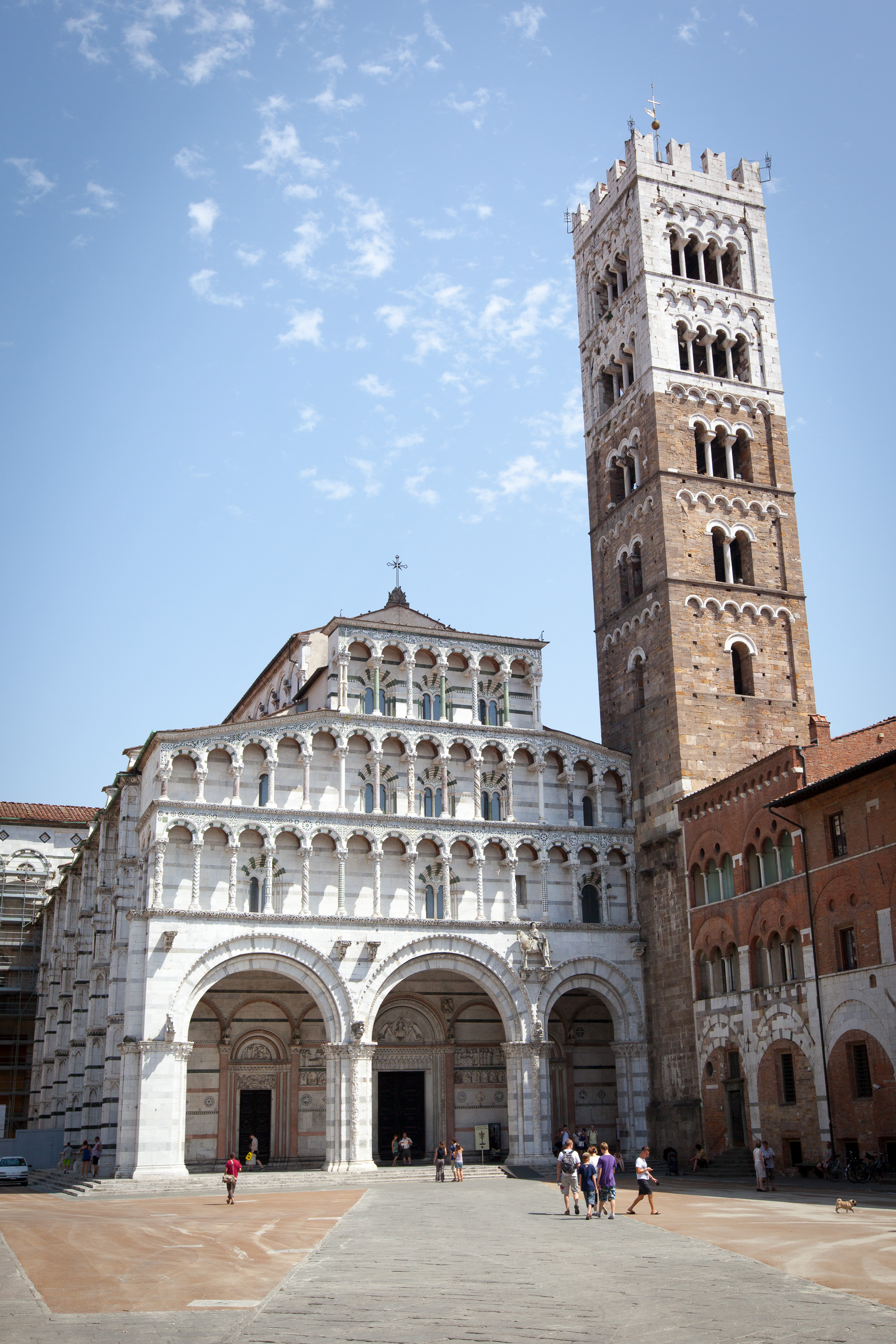
Der Dom in Lucca
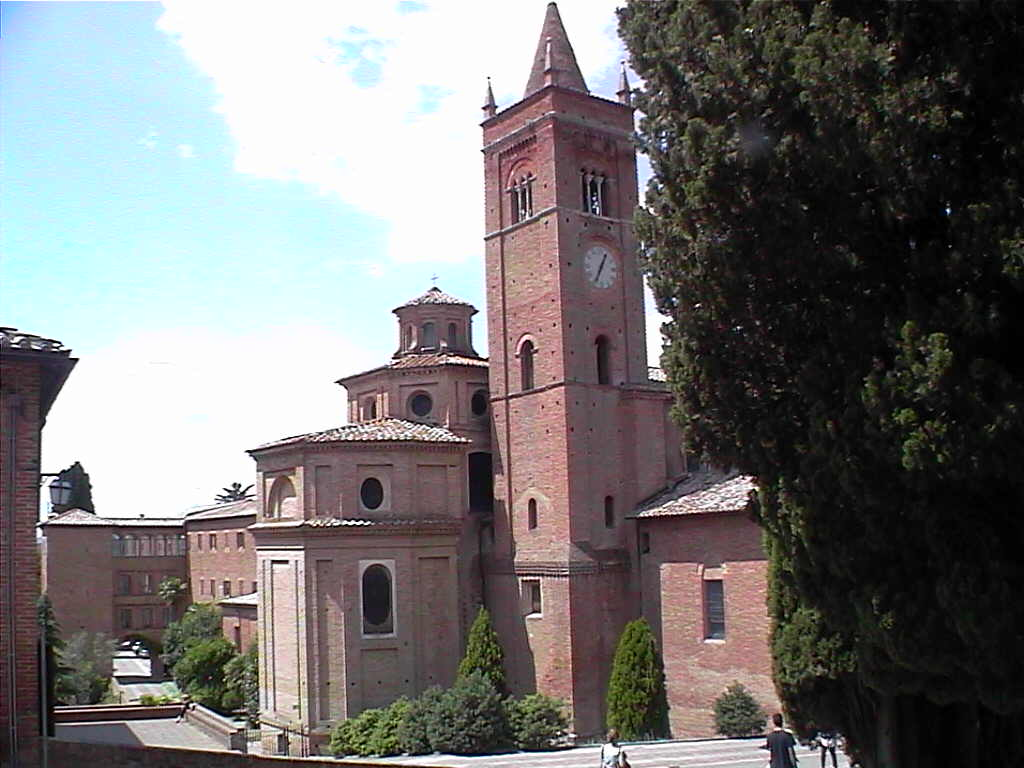
... und Monte Oliveto.